# 陈绍昆
陈绍昆（1921年4月20日—2020年10月10日），男，江苏宿迁人，中华人民共和国政治人物，中国人民解放军少将。

## 生平
陈绍昆是江苏省宿迁县宿豫区关庙乡崇河崖村人。1938年，考入宿迁县立中学，此后进入苏皖根据地抗日军政干校学习。1940年，担任八路军陇海南进支队随营学校中队长。同年调往中共泗沭县四区等任党委书记、泗沭县游击总队副总队长和政治处主任。此后组建部队，并改为淮海区新一团政治处主任。第二次国共内战期间，改为新四军第三师第十旅第三十团，随后进入东北，改任东北民主联军第二纵队第十五团政委、中国人民解放军第39军第116师348团政委，并率部在锦州战役中突击攻城。1948年，参加平津战役、渡江战役、两广战役等。中华人民共和国成立后，调任116师政治部副主任，随后率部参加朝鲜战争，编入39军116师，其担任政治部主任。云山战役中击溃美军骑一师八团，随后攻入平壤、首尔。1952年，任117师副政委，荣获朝鲜民主主义人民共和国二级解放勋章，二级红旗勋章。1953年，担任115师政委，随后率部回国。1954年，调任116师政委。1962年，担任39军政治部主任、副政委、政委。1964年，授中国人民解放军开国少将军衔。1969年，担任沈阳军区副政委兼政治部主任。1970年2月，任冶金工业部军代表、冶金工业部党的核心小组组长。1970年6月，任冶金工业部革命委员会会主任。1975年1月全国人大四届一次会议后，出任冶金工业部部长，1977年卸任，从此未再担任领导职务 。著有《回顾》。2020年10月10日，陈绍昆在北京逝世。

## 家庭
其子陈红海（1955年5月-），2005年晋升少将军衔，2011年4月至2015年8月曾任吉林省军区司令员。